# 18 september
18 september is de 261ste dag van het jaar (262ste dag in een schrikkeljaar) in de gregoriaanse kalender. Hierna volgen nog 104 dagen tot het einde van het jaar.

## Gebeurtenissen
- Algemeen
  - 1692 - Aardbeving bij Verviers met een magnitude van 6,3 op de schaal van Richter.
  - 2016 - Bij een bomaanslag op een legerkonvooi in Mogadishu worden acht militairen gedood, onder wie een Somalische generaal.
- Criminaliteit en veiligheid
  - 1975 - Patty Hearst wordt gearresteerd na een jaar op de lijst van meest gezochte personen van de FBI te hebben gestaan.
  - 2019 - Advocaat Derk Wiersum wordt slachtoffer van een liquidatie. Mogelijk gaf Ridouan Taghi opdracht voor de moord.
- Media
  - 1851 - Eerste publicatie van The New York Times.
- Muziek
  - 1983 - MTV zendt ter gelegenheid van het in Amerika verschijnen van het KISS-album Lick it up een special rond de groep uit. Evenals op de hoes van het album zijn de groepsleden in de uitzending voor het eerst te zien zonder de voor hen kenmerkende make-up.[1]
- Oorlog
  - 324 - Slag bij Chrysopolis: Keizer Constantijn de Grote behaalt bij Chrysopolis (Turkije) een beslissende overwinning op Licinius. Constantijn wordt alleenheerser over het Romeinse Rijk.
  - 1860 - Het Koninkrijk Sardinië brengt de Kerkelijke Staat in de Slag bij Castelfidardo een nederlaag toe.
  - 1944 - Bevrijding van Eindhoven door Britse grond- en Amerikaanse luchtlandingstroepen (Operatie Market Garden).
  - 1944 - Britten torpederen de Junyo Maru. Meer dan duizend Nederlandse gevangenen komen om.
- Politiek
  - 96 - Nerva wordt Romeins keizer.
  - 335 - Flavius Dalmatius, neef van Constantijn I, wordt benoemd tot Caesar. Hij krijgt het bestuur over Achaea, Thracië en Macedonië.
  - 1810 - Eerste junta in Chili. Alhoewel het de bedoeling was dat de junta alleen de macht had tijdens de afwezigheid van de koning, was het in feite de eerste stap naar onafhankelijkheid van Spanje, en het wordt ook om deze reden herdacht.
  - 1921 - Mohammed Abdelkrim El Khattabi roept de Confederale Republiek van de Stammen van de Rif uit.
  - 1988 - Generaal Saw Maung pleegt een militaire staatsgreep in Birma.
  - 2014 - Het referendum over de onafhankelijkheid van Schotland wordt gehouden. Een meerderheid van 55% stemde tegen onafhankelijkheid, waardoor Schotland bij het Verenigd Koninkrijk blijft.
  - 2017 - Burgemeester Eberhard van der Laan legt per direct zijn functie als burgemeester van Amsterdam neer vanwege zijn ernstige ziekte.
- Recreatie
  - 1986 - In het Disneyland Park te Anaheim opent de attractie Captain EO.
- Religie
  - 1864 - Zaligverklaring van Margaretha Maria Alacoque (1647-1690), Frans religieuze en mystica.
  - 1998 - Ontslag van de Nederlander Paul Verschuren als bisschop van Bisdom Helsinki (Finland).
- Sport
  - 1963 - In de Poolse stad Chorzów noteert het Stadion Śląski een recordaantal bezoekers (120.000) tijdens de Europa Cup-wedstrijd tussen Górnik Zabrze en FK Austria Wien.
  - 1990 - Tijdens een zitting in Tokio wijst het Internationaal Olympisch Comité de organisatie van de Spelen in 1996 toe aan de Amerikaanse stad Atlanta.
  - 2005 - Voor de vierde keer wint de Spanjaard Roberto Heras de Ronde van Spanje, overwinning die hem later dat jaar werd ontnomen wegens dopinggebruik maar hem in 2011 gerechtelijk toch weer werd toegekend.
  - 2016 - Edwin Kiptoo uit Kenia wint voor de tweede keer op rij de Dam tot Damloop.
  - 2017 - Andries Jonker wordt ontslagen als trainer-coach van de Duitse voetbalclub VfL Wolfsburg.
  - 2022 - Bij het WK wielrennen in het Australische Wollongong pakt de Nederlandse Ellen van Dijk haar derde wereldtitel op de tijdrit. De Australische Grace Brown en de Zwitserse Marlen Reusser completeren het erepodium. Bij de beloften neemt de Nederlandse Shirin van Anrooij het zilver mee naar huis.[2]
- Wetenschap en technologie
  - 1977 - Het Voyager 1 ruimtevaartuig van NASA maakt van een afstand van bijna 12 miljoen km een foto van de Aarde en de maan. Het is de eerste keer dat beide hemellichamen gelijktijdig op een foto te zien zijn.[3]

## Geboren

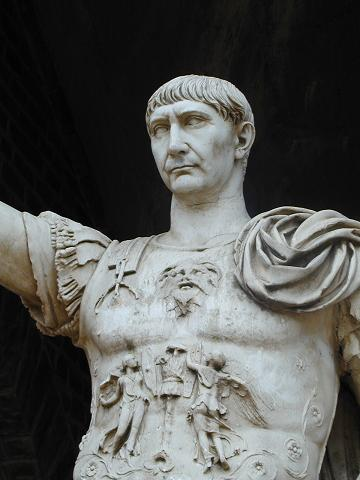
Trajanus,
geboren in 53

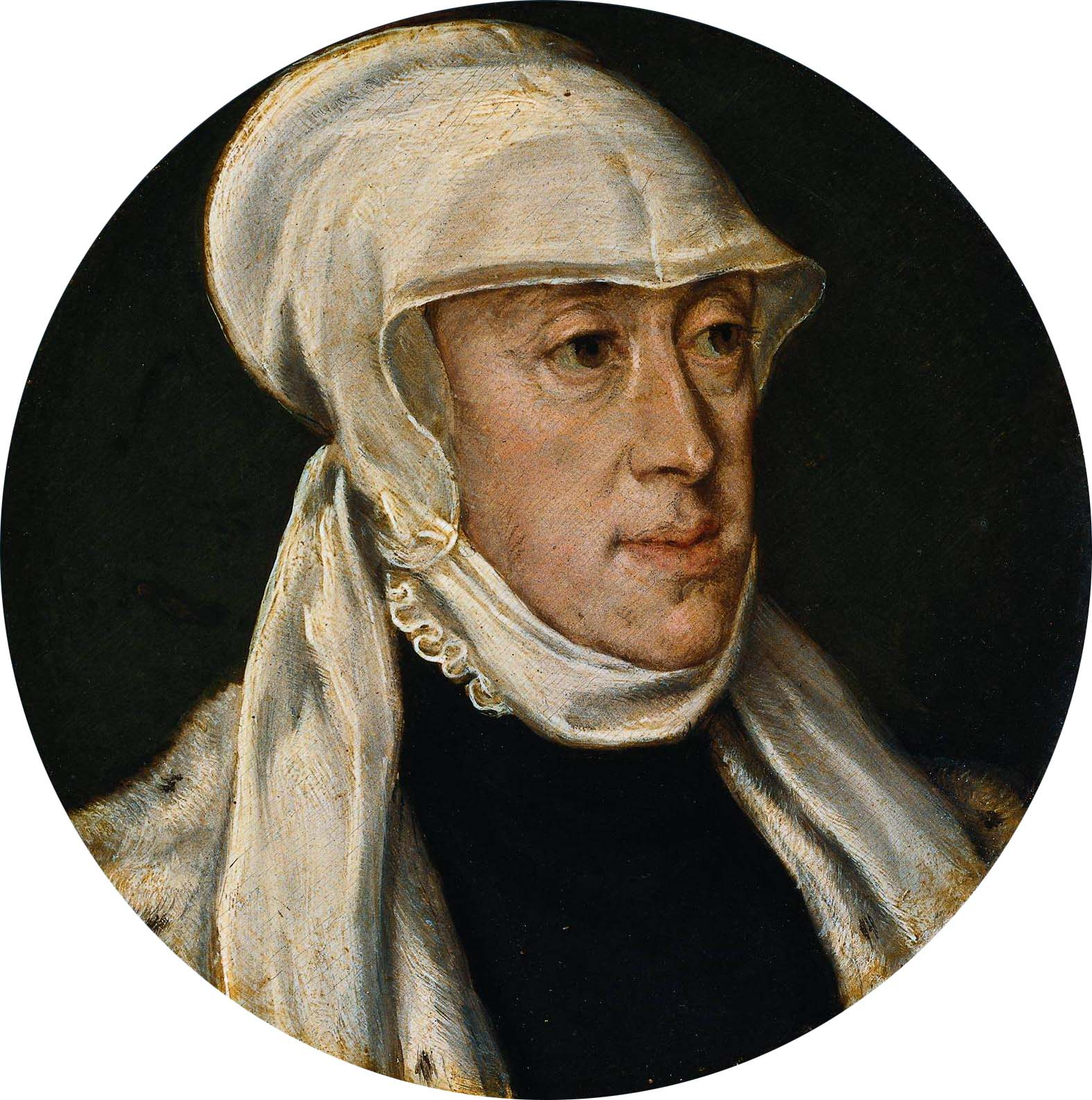
Maria van Hongarije,
geboren in 1505

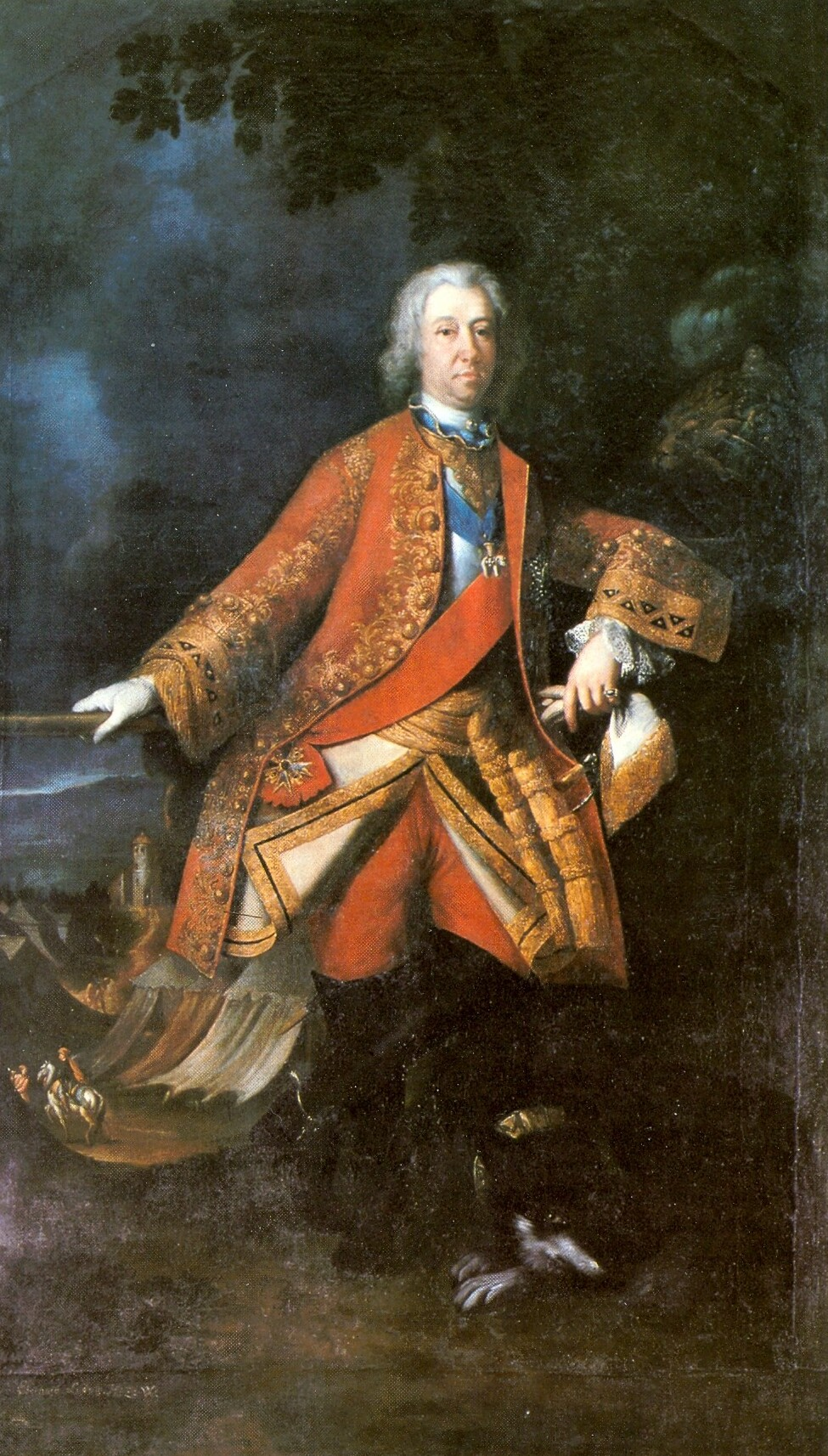
Everhard Lodewijk van Württemberg,
geboren in 1676

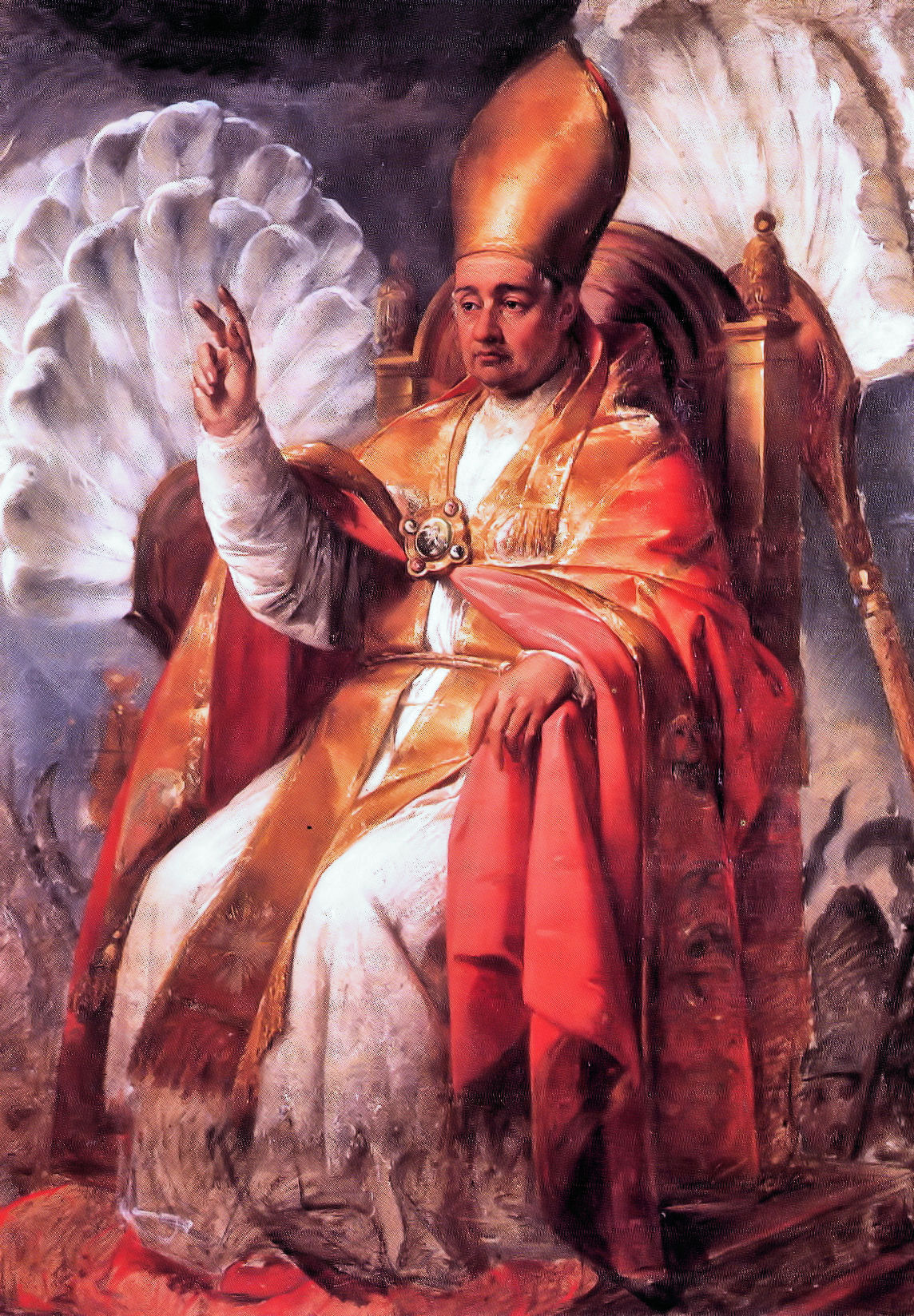
Paus Gregorius XVI,
geboren in 1765

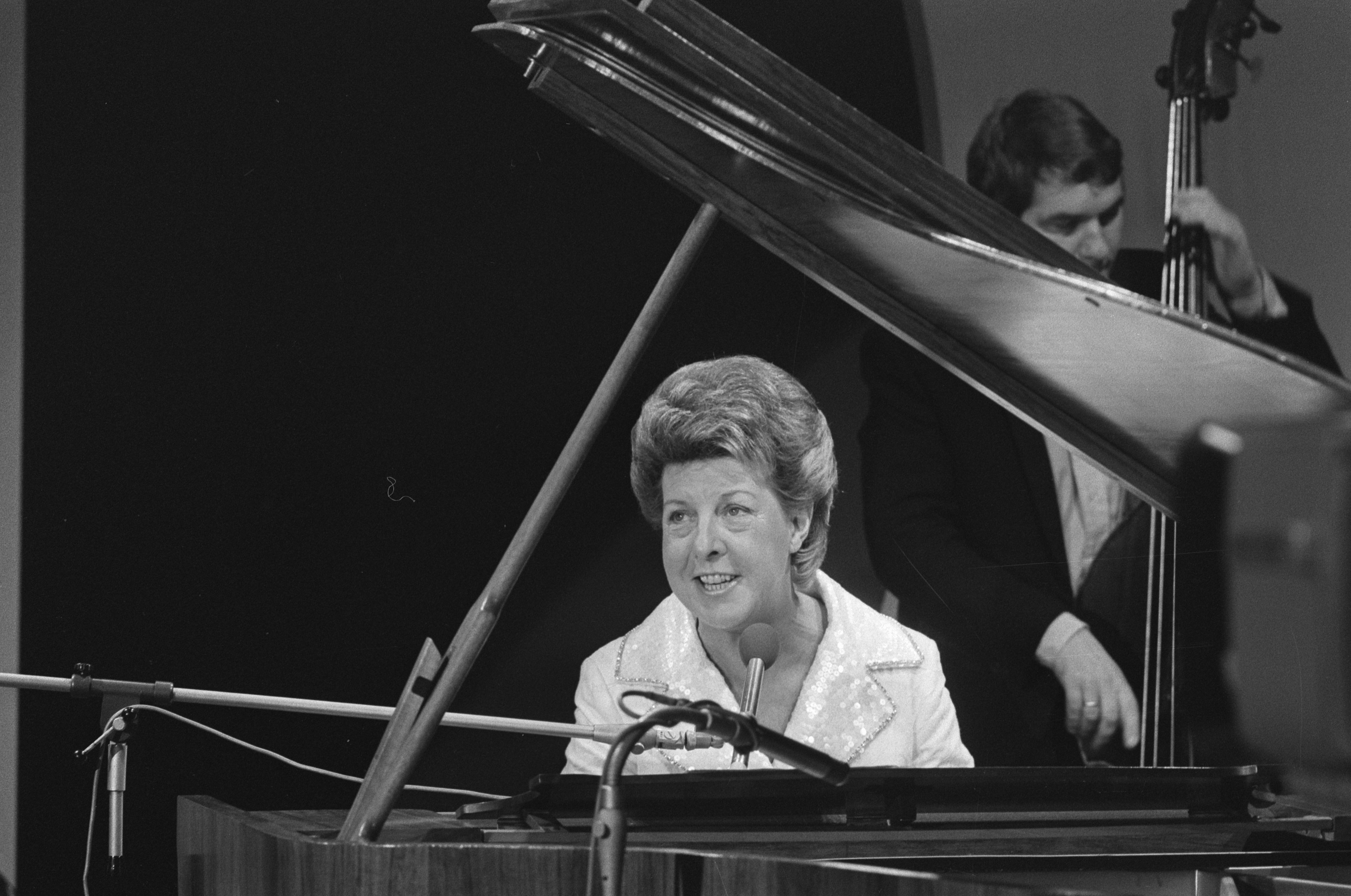
Pia Beck,
geboren in 1925

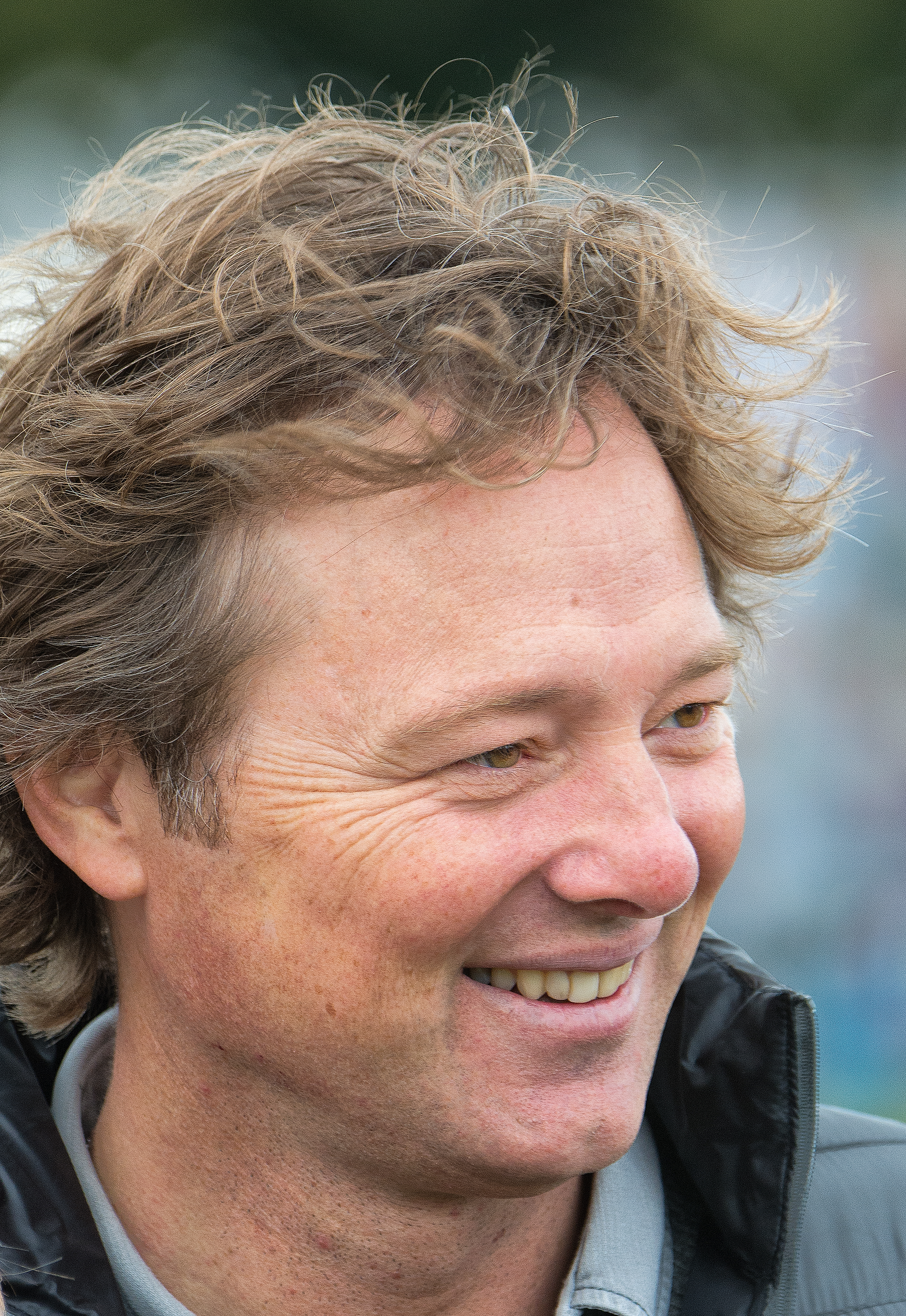
Frits Sissing,
geboren in 1963

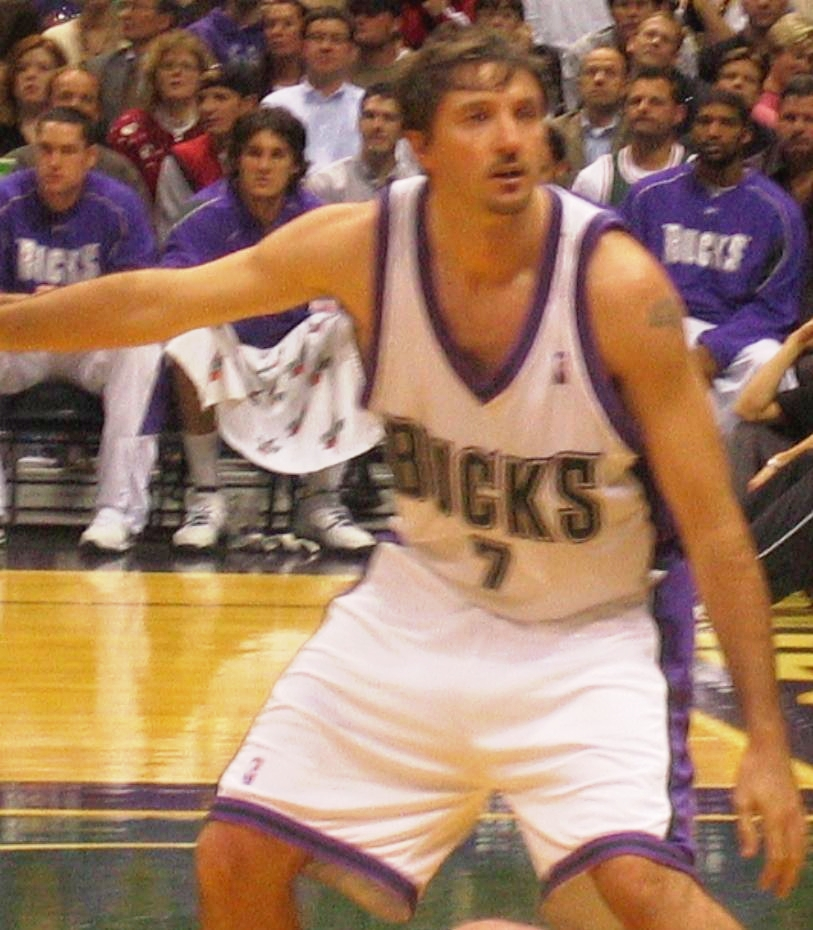
Toni Kukoč,
geboren in 1968

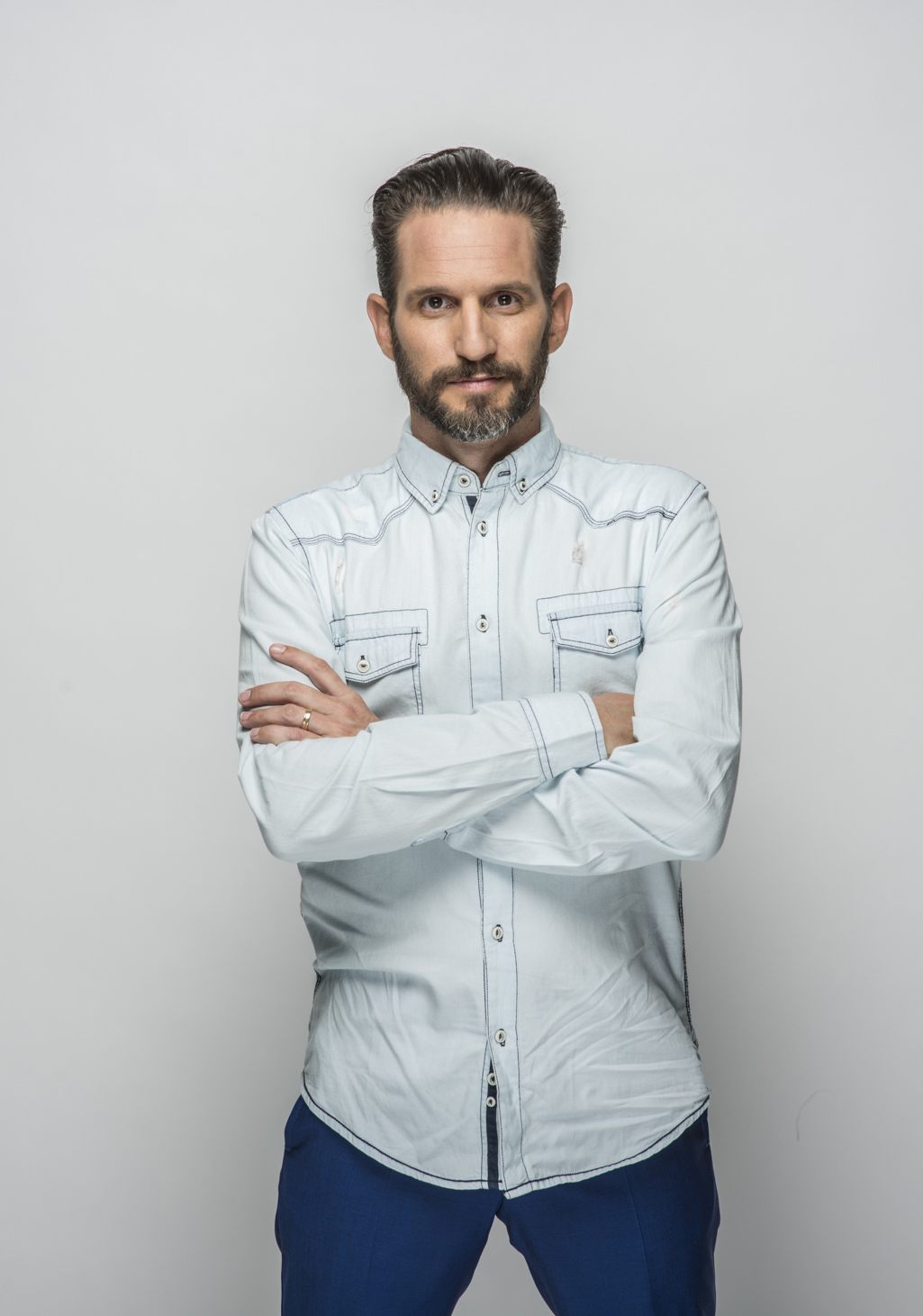
Guri Alfi,
geboren in 1976

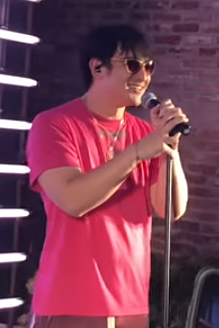
George Miller,
geboren in 1992

- 53 - Marcus Ulpius Traianus (Trajanus), Romeins keizer (overleden 117)
- 1060 - Godfried van Bouillon, hertog van Neder-Lotharingen en veldheer (overleden 1100)
- 1505 - Maria van Hongarije, landvoogdes van de Nederlanden (overleden 1558)
- 1676 - Everhard Lodewijk van Württemberg, Hertog van Württemberg (overleden 1733)
- 1684 - Johann Gottfried Walther, Duits componist en organist (overleden 1748)
- 1709 - Samuel Johnson, Brits essayist, criticus en dichter (overleden 1784)
- 1726 - Joannes Henricus van Frankenberg, Belgisch aartsbisschop van Mechelen (overleden 1804)
- 1733 - George Read, Amerikaans politicus (overleden 1798)
- 1752 - Adrien-Marie Legendre, Frans wiskundige (overleden 1833)
- 1765 - Bartolomeo Alberto Cappellari, de latere Paus Gregorius XVI, [1831-1846] (overleden 1846)
- 1786 - Christiaan VIII van Denemarken, koning van Denemarken en Noorwegen (overleden 1848)
- 1788 - William Collins, Engels kunstschilder (overleden 1847)
- 1819 - Léon Foucault, Frans uitvinder van de gyroscoop (overleden 1868)
- 1831 - Siegfried Marcus, Duits-Oostenrijkse uitvinder die bekendstaat als een der pioniers van de automobiel (overleden 1898)
- 1834 - Willem Anne Assueer Jacob Schimmelpenninck van der Oye, Nederlands politicus (overleden 1889)
- 1838 - Anton Mauve, Nederlands schilder (overleden 1888)
- 1857 - Adolphe Lacomblé, Belgisch advocaat en fotograaf (overleden 1935)
- 1862 - Maria Theresia van Oostenrijk, aartshertogin van Oostenrijk (overleden 1933)
- 1868 - Jan Verkade, Nederlands schilder (overleden 1946)
- 1876 - Omer Karel De Laey, Vlaams dichter en schrijver (overleden 1909)
- 1878 - Kato Mikeladze, Georgisch publiciste, feministe (overleden 1942)
- 1892 - Luigi Delmotte, Belgisch bisschop van Doornik (overleden 1957)
- 1895 - John Diefenbaker, Canadees politicus (overleden 1979)
- 1897 - Jan Mens, Nederlands schrijver (overleden 1967)
- 1900 - Walther Wenck, Duits generaal (overleden 1982)
- 1903 - Sybil Bauer, Amerikaans zwemster (overleden 1927)
- 1905 - Greta Garbo, Zweeds actrice (overleden 1990)
- 1906 - Julio Rosales, Filipijns kardinaal-aartsbisschop van Cebu (overleden 1983)
- 1907 - Jean Letourneau, Frans politicus en bestuurder (overleden 1986)
- 1916 - Tin Dekkers, Nederlands bokser (overleden 2005)
- 1918 - Johnny Mantz, Amerikaans autocoureur (overleden 1972)
- 1920 - Doris Mühringer, Oostenrijks dichter en schrijfster (overleden 2009)
- 1920 - Jack Warden, Amerikaans acteur (overleden 2006)
- 1922 - Lau van Ravens, Nederlands voetbalscheidsrechter (overleden 2018)
- 1922 - Ray Steadman-Allen, Brits componist en dirigent (overleden 2014)
- 1923 - Anne van Bourbon-Parma, voormalig koningin Roemenië (overleden 2016)
- 1925 - Pia Beck, Nederlands pianiste (overleden 2009)
- 1926 - Foekje Dillema, Nederlands atlete (overleden 2007)
- 1926 - Abel Goumba, Centraal-Afrikaans politicus (overleden 2009)
- 1926 - Joe Kubert, Amerikaans striptekenaar (overleden 2012)
- 1927 - Wim Hoogendoorn, Nederlands radioverslaggever en -presentator (overleden 1982)
- 1929 - Armando, Nederlands schilder en schrijver (overleden 2018)
- 1930 - Ignace Moussa I Daoud, Syrisch-katholiek patriarch en kardinaal (overleden 2012)
- 1932 - Hisashi Owada, Japans hoogleraar, diplomaat en rechter bij het Internationale Gerechtshof
- 1932 - Nikolaj Roekavisjnikov, Russisch kosmonaut (overleden 2002)
- 1933 - Bob Bennett, Amerikaans politicus (overleden 2016)
- 1933 - Robert Blake, Amerikaans acteur (overleden 2023)
- 1933 - Fred Willard, Amerikaans acteur en komiek (overleden 2020)
- 1935 - Joop Niezen, Nederlands voetballer en sportjournalist (overleden 2025)
- 1937 - Teake van der Meer, Nederlands (Fries) cabaretier en komiek (overleden 2020)
- 1937 - Paul Van Grembergen, Vlaams politicus (overleden 2016)
- 1938 - Frans de Haan, Nederlands basketballer en golfspeler (overleden 2022)
- 1938 - Hetty Verhoogt, Nederlands actrice (overleden 2022)
- 1939 - Jorge Sampaio, Portugees advocaat en politicus (overleden 2021)
- 1940 - Frankie Avalon, Amerikaans acteur en rock-'n-roll-zanger
- 1940 - Theo Van Moer, Belgisch atleet (overleden 2022)
- 1941 - Daan Schrijvers, Nederlands voetballer (overleden 2018)
- 1942 - Koos van den Berg, Nederlands politicus (overleden 2020)
- 1942 - Wolfgang Schäuble, Duits politicus en minister (overleden 2023)
- 1944 - Ton Anbeek, Nederlands schrijver
- 1944 - Rocío Jurado, Spaans zangeres en actrice (overleden 2006)
- 1945 - John McAfee, Brits-Amerikaanse softwareontwikkelaar (overleden 2021)
- 1947 - Hans Vermeulen, Nederlands muzikant (overleden 2017)
- 1949 - Kerry Livgren, Amerikaans gitarist en toetsenist
- 1949 - Mo Mowlam, Brits politica van de Labour-partij (overleden 2005)
- 1949 - Marc Van Peel, Belgisch politicus
- 1949 - Peter Shilton, Engels voetbaldoelman
- 1950 - Carl Verbraeken, Voorzitter van de Unie van Belgische Componisten
- 1951 - Gerrit Barron, Surinaams jeugdboekenschrijver en dichter
- 1951 - Dee Dee Ramone, Amerikaans bassist (overleden 2002)
- 1952 - Ton Buunk, Nederlands waterpoloër
- 1954 - Steven Pinker, Canadees experimenteel psycholoog en taaldeskundige
- 1955 - Leoni Jansen, Nederlands zangeres en presentatrice
- 1956 - Michel van de Korput, Nederlands voetballer
- 1957 - Anne Mie Gils, Vlaams actrice en musicalster
- 1957 - Mark Wells, Amerikaans ijshockeyspeler (overleden 2024)
- 1958 - Henk Elzerman, Nederlands zwemmer
- 1958 - Eva van Heijningen, Nederlands actrice
- 1959 - Gilles Veissière, Frans voetbalscheidsrechter
- 1960 - Thomas Wegmüller, Zwitsers wielrenner
- 1960 - Carl Decaluwé, Belgisch politicus en gouverneur van West-Vlaanderen
- 1961 - Bernadette Buysse, Belgisch atlete
- 1961 - James Gandolfini, Amerikaans acteur (overleden 2013)
- 1961 - Tanja Ineke, Nederlands homorechtenactiviste
- 1963 - Frits Sissing, Nederlands presentator
- 1964 - Eric van Sauers, Nederlands cabaretier en acteur
- 1965 - Monique Klemann, Nederlands zangeres
- 1967 - Masami Ihara, Japans voetballer
- 1967 - Arben Kucana, Albanees schutter
- 1967 - Roberto Rosetti, Italiaans voetbalscheidsrechter
- 1968 - Toni Kukoč, Kroatisch basketballer
- 1969 - Brad Beven, Australisch triatleet
- 1969 - Kerri Chandler, Amerikaanse danceproducer
- 1969 - Nezha Bidouane, Marokkaans atlete
- 1969 - Stéphane Lannoy, Frans voetbalscheidsrechter
- 1970 - Didier Rous, Frans wielrenner
- 1971 - Lance Armstrong, Amerikaans wielrenner
- 1971 - Sabine Desmet, Belgisch atlete
- 1971 - Pernille La Lau, Nederlands televisiepresentatrice
- 1972 - Brigitte Becue, Belgisch zwemster
- 1972 - Wagner Rivera, Ecuadoraans voetballer
- 1972 - André Willms, Duits roeier
- 1973 - Dario Frigo, Italiaans wielrenner
- 1973 - Mário Jardel, Braziliaans voetballer
- 1973 - Aitor Karanka, Spaans voetballer en voetbalcoach
- 1974 - Sol Campbell, Engels voetballer
- 1974 - Segun Toriola, Nigeriaans tafeltennisser
- 1974 - Xzibit (Alvin Nathaniel Joiner), Amerikaans hiphopartiest, acteur en televisiepersoonlijkheid
- 1975 - Jason Gardener, Brits atleet
- 1976 - Ronaldo Luís Nazário de Lima, Braziliaans voetballer
- 1976 - Guri Alfi, Israëlisch komiek en acteur
- 1976 - Hugo van den Broek, Nederlands atleet
- 1976 - Sabine Hossenfelder, Duits theoretisch natuurkundige
- 1976 - Bart Spring in 't Veld, Nederlands televisiemaker en journalist
- 1977 - Kieran West, Brits roeier
- 1978 - Arthur Albracht, Nederlands radio-dj
- 1979 - Junichi Inamoto, Japans voetballer
- 1979 - Sander Keller, Nederlands voetballer
- 1980 - Sascha Urweider, Zwitsers wielrenner
- 1981 - Kunie Kitamoto, Japans voetballer
- 1981 - David Lafata, Tsjechisch voetballer
- 1982 - Mikael Flygind Larsen, Noors schaatser
- 1982 - Maxime Luycx, Belgisch hockeyer
- 1982 - Alfredo Talavera, Mexicaans voetballer
- 1983 - Christina Chong, Brits actrice en zangeres
- 1983 - Kevin Doyle, Iers voetballer
- 1983 - Naomi Folkard, Brits boogschutter
- 1984 - David Alerte, Frans atleet
- 1984 - Babs Olusanmokun, Nigeriaans-Amerikaans acteur
- 1984 - Adrien Théaux, Frans alpineskiër
- 1984 - Marien Willemsen, Nederlands voetballer (overleden 2023)
- 1985 - Andrej Zjyhalka, Wit-Russisch schaker
- 1986 - Renaud Lavillenie, Frans atleet
- 1986 - Stephanie Louwrier, Nederlands actrice en zangeres
- 1986 - Tobias Mikkelsen, Deens voetballer
- 1987 - Jeroen Dupont, Nederlands violist en componist
- 1987 - Vincent Vangeel, Belgisch radio-dj
- 1989 - Gino Rea, Brits motorcoureur
- 1990 - Faty Papy, Burundees voetballer (overleden 2019)
- 1990 - Michael Smith, Engels darter
- 1991 - Bruno Hortelano, Spaans atleet
- 1991 - Kostas Lamprou, Grieks voetballer
- 1991 - Marlies Manders, Nederlands atlete
- 1992 - Loris Brogno, Belgisch voetballer
- 1992 - Kendra Harrison, Amerikaans atlete
- 1992 - George Miller, Japans zanger en komiek
- 1992 - Simon Thern, Zweeds voetballer
- 1993 - Alejandro López de Groot, Spaans-Nederlands voetballer
- 1993 - Sebastian Maier, Duitsland voetballer
- 1993 - Charlie Taylor, Engels voetballer
- 1995 - Hildur Antonsdóttir, IJslands voetbalster
- 1995 - Yuri Kisil, Canadees zwemmer
- 1995 - Max Meyer, Duits voetballer
- 1995 - Matt Targett, Engels voetballer
- 1996 - Alfonso Celis, Mexicaans autocoureur
- 1997 - Bruna Tomaselli, Braziliaans autocoureur
- 1998 - Harald Østberg Amundsen, Noors langlaufer
- 1998 - Christian Pulisic, Amerikaans voetballer
- 1999 - Koen Kostons, Nederlands voetballer
- 1999 - Bill Lathouwers, Belgisch voetballer
- 1999 - Elias Sørensen, Deens voetballer
- 1999 - Bent Viscaal, Nederlands autocoureur
- 2000 - Julen Lobete, Spaans voetballer
- 2001 - Ricci Geenen, Nederlands voetballer
- 2001 - Emiliano Gómez, Uruguayaans voetballer
- 2002 - Hugo Bueno, Spaans voetballer
- 2002 - Radosław Frątczak, Pools wielrenner
- 2002 - Antonio Serravalle, Canadees autocoureur
- 2002 - Lasse Wehmeyer, Duits voetballer
- 2003 - Aidan Gallagher, Amerikaans acteur
- 2003 - Ryan Leijten, Nederlands voetballer

## Overleden

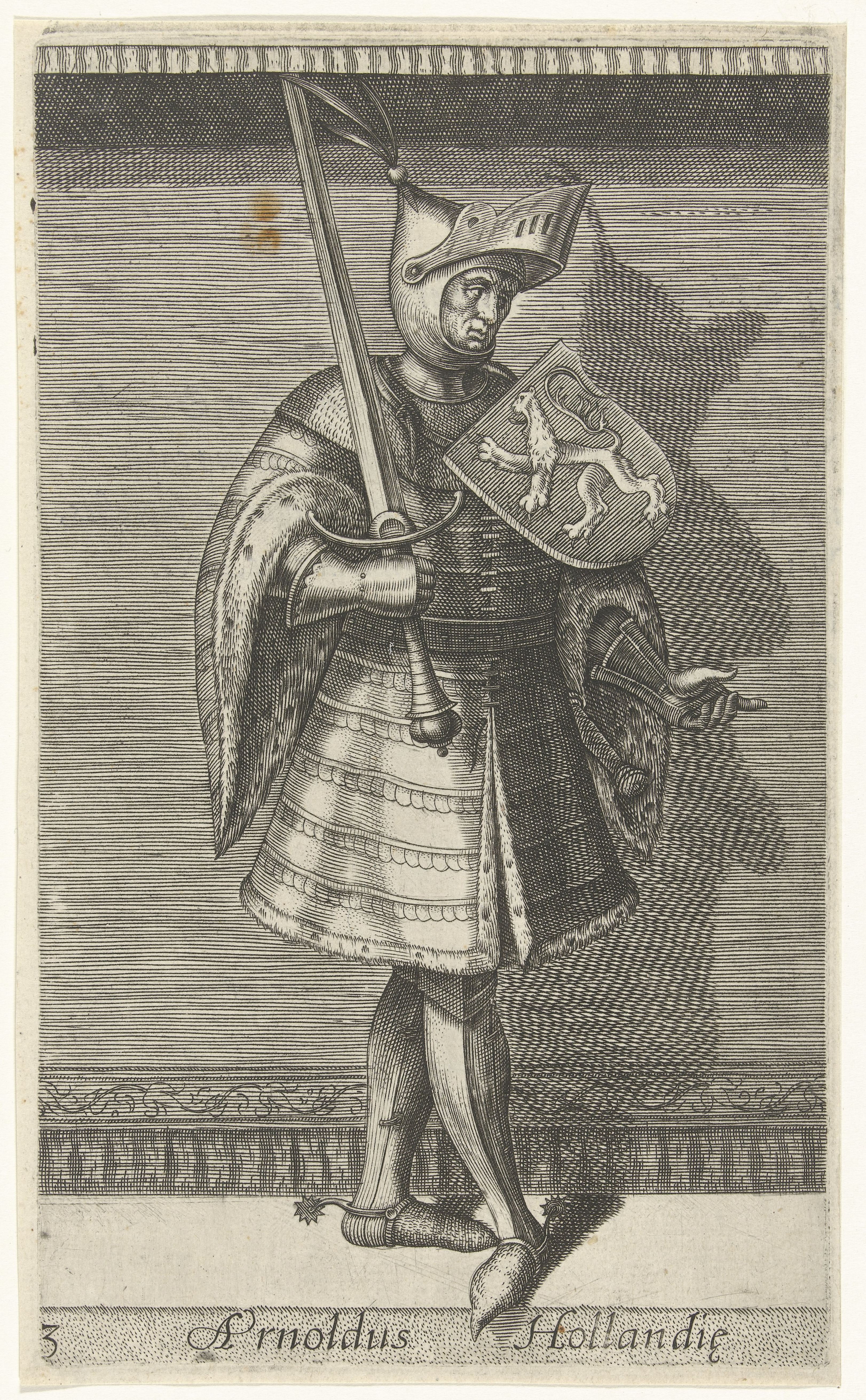
Arnulf van Gent,
overleden in 993

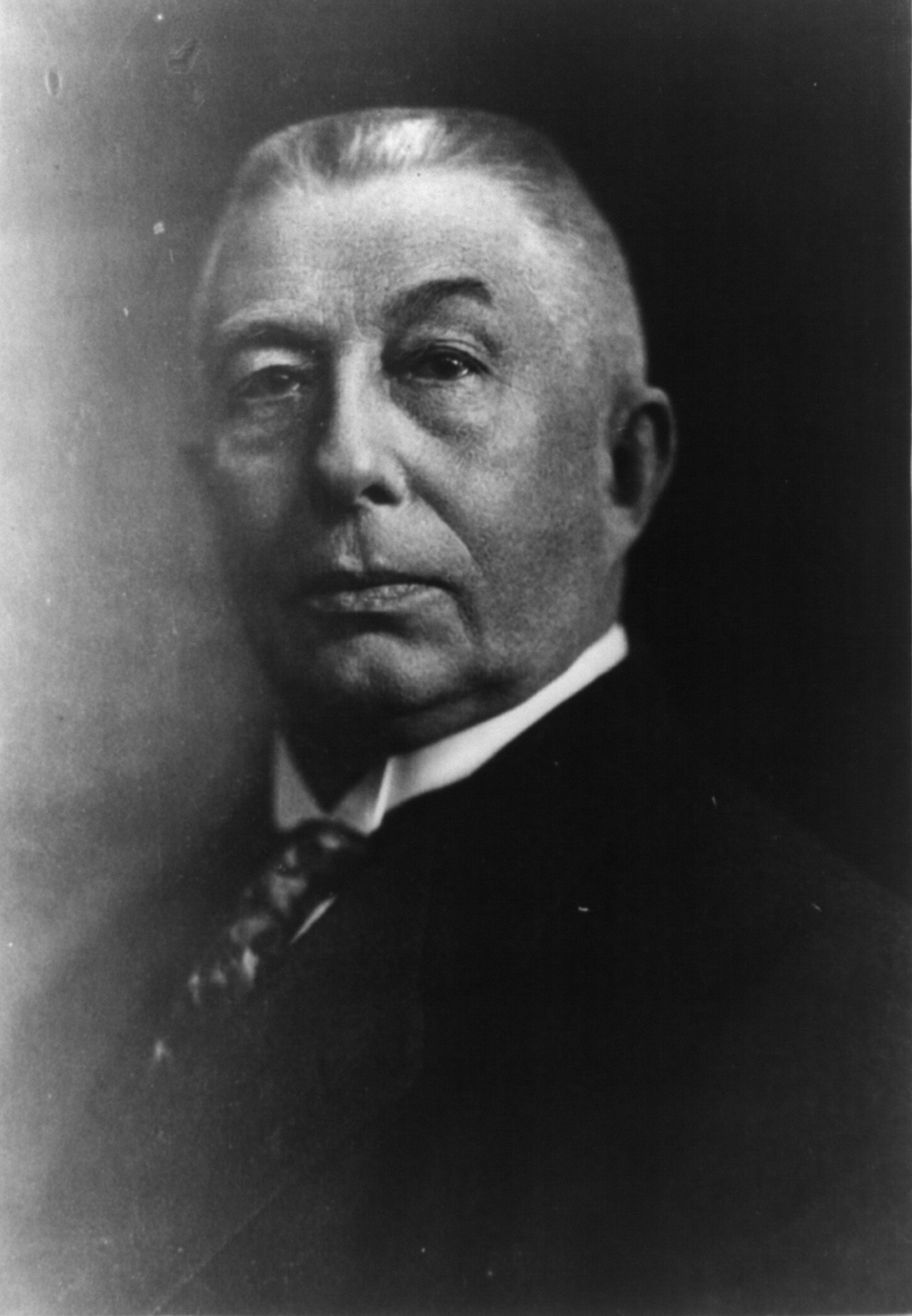
Hendrikus Colijn,
overleden in 1944

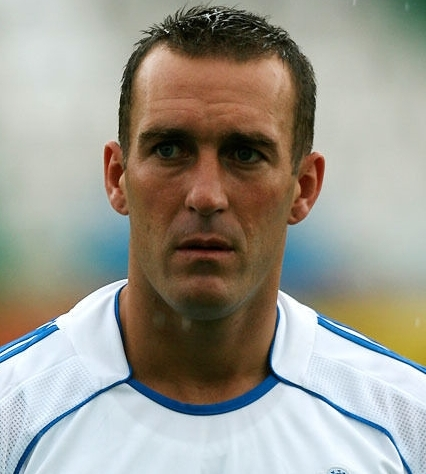
Fernando Ricksen,
overleden in 2019

- 887 - Pietro I Candiano (43), Doge van Venetië
- 993 - Arnulf van Gent (42), graaf van Holland
- 1221 - Konrad von Eberbach, cisterciënzer abt en historicus
- 1180 - Lodewijk VII van Frankrijk (60), koning van Frankrijk
- 1279 - Ulrich II van Württemberg (25), graaf van Württemberg
- 1426 - Hubert van Eyck (56), Vlaams schilder en miniaturist
- 1721 - Matthew Prior (57), Engels diplomaat en dichter
- 1735 - Justus van Effen (51), Nederlands schrijver
- 1838 - Nicolaas Anslijn (61), Nederlands schrijver
- 1840 - Constantine Rafinesque-Schmaltz (56), homo universalis uit de negentiende eeuw
- 1896 - Hippolyte Fizeau (76), Frans natuurkundige
- 1918 - Ernest Farrar (33), Brits componist en organist
- 1924 - Lambertus Johannes Rietberg (54), Nederlands jurist
- 1929 - Hippolyte Petitjean (75), Frans kunstschilder
- 1940 - Rudolf Olden (55), Duits journalist, advocaat en mensenrechten-activist
- 1944 - Hendrikus Colijn (75), Nederlands staatsman
- 1946 - Piet Soudijn (66), Nederlands atleet
- 1949 - Frank Morgan (59), Amerikaans acteur
- 1954 - Johannes Drost (74), Nederlands zwemmer
- 1955 - Sophie Redmond (48), Surinaams arts, politica, toneelschrijfster, actrice en feministe
- 1961 - Dag Hammarskjöld (56), Zweeds secretaris-generaal van de Verenigde Naties
- 1964 - Sean O'Casey (84), Iers toneelschrijver
- 1970 - Pedro Cea (70), Uruguayaans voetballer
- 1970 - Jimi Hendrix (27), Amerikaans rockmuzikant
- 1973 - Antonio Barbosa Heldt, (65) Mexicaans pedagoog en politicus
- 1973 - Théo Lefèvre (59), Belgisch politicus
- 1992 - Margaretha van Denemarken (97), Deens prinses
- 1992 - Gustav Lombard (97), Duits generaal
- 1994 - Vitas Gerulaitis (40), Amerikaans tennisser
- 1995 - Jean Gol (53), Belgisch politicus
- 1998 - Erik Holmberg (76), Noors voetballer
- 2000 - Paddy Chambers (56), Brits zanger, gitarist en songwriter
- 2001 - Guus Hermus (83), Nederlands acteur
- 2002 - Andreas Burnier (71), Nederlands schrijfster
- 2002 - Bob Hayes (59), Amerikaans atleet en Americanfootballspeler
- 2002 - Mauro Ramos (72), Braziliaans voetballer
- 2003 - Leendert Ginjaar (75), Nederlands minister
- 2004 - Russ Meyer (82), Amerikaans producent van seksfilms, pionier van de porno-industrie
- 2005 - Peter van Aarle (42), Nederlands oprichter en conservator van de Internet Adult Film Database
- 2005 - Luciano van den Berg (21), Nederlands voetballer
- 2005 - Michael Park (39), Engels rally copiloot
- 2007 - Erika Visser (88), Nederlands kunstenares
- 2008 - Mauricio Kagel (76), Argentijns-Duits componist
- 2009 - Idário (82), Braziliaans voetballer
- 2009 - Henk Tjon (61), Surinaams toneelschrijver en theatermaker
- 2009 - Marcel Vandewattyne (85), Belgisch atleet
- 2009 - Flip Winckel (90), Nederlands Engelandvaarder
- 2012 - Santiago Carrillo (97), Spaans politicus en veteraan van de Spaanse Burgeroorlog
- 2012 - André Spoor (81), Nederlands journalist en columnist
- 2013 - Johannes van Dam (66), Nederlands culinair journalist en recensent
- 2013 - Aart Foppen (75), Nederlands ondernemer
- 2013 - Ken Norton (70), Amerikaans bokser
- 2013 - Marcel Reich-Ranicki (93), Duits publicist en literatuurcriticus
- 2014 - Olivier Vanneste (84), Belgisch econoom en gouverneur
- 2016 - Michel Filleul (73), Belgisch lid van het Waals Parlement
- 2016 - David Kyle (97), Amerikaans sciencefictionschrijver
- 2017 - Jean Plaskie (76), Belgisch voetballer
- 2018 - Jean Piat (93), Frans acteur en schrijver
- 2018 - Robert Venturi (93), Amerikaans architect
- 2019 - Graeme Gibson (85), Canadees schrijver
- 2019 - Kelvin Maynard (32), Nederlands voetballer
- 2019 - Fernando Ricksen (43), Nederlands voetballer
- 2019 - Derk Wiersum (44), Nederlands advocaat
- 2020 - Ruth Bader Ginsburg (87), Amerikaans juriste
- 2020 - John Turner (91), Canadees politicus
- 2021 - Julos Beaucarne (85), Belgisch beeldend kunstenaar
- 2021 - Anna Chromy (81), Tsjechisch kunstschilderes en beeldhouwster
- 2021 - Chris Anker Sørensen (37), Deens wielrenner
- 2022 - Nick Holonyak (93), Amerikaans natuurkundige
- 2022 - Teruyuki Noda (82), Japans componist en muziekpedagoog
- 2022 - Nicolas Schindelholz (34), Zwitsers voetballer
- 2023 - Edward Ferry (82), Amerikaans roeier
- 2024 - Pieter Bouwman (66), Nederlands toneelregisseur, cabaretier en presentator
- 2024 - Nick Gravenites (85), Amerikaans zanger, songwriter en gitarist
- 2024 - Salvatore Schillaci (59), Italiaans voetballer
- 2024 - Rolf Wolfshohl (85), Duits wielrenner

## Viering/herdenking
- Nationale feestdag van Chili
- Rooms-katholieke kalender:

Nationale feestdag Chili

  - Heilige Richarda (van Zwaben) († 894/6)
  - Heilige Jozef van Cupertino († 1663)
  - Heilige Johannes van Massias († 1625)
  - Heilige Methodius van Olympus († c. 311)
  - Zaligen Martelaren van de Spaanse Burgeroorlog: Fidel Rodriguez, Jesus Miranda en Carlo Guruceta († 1936)

## Weerextremen

### Nederland
| | Officiële records | Officiële records | Officiële records |      | Landelijke records | Landelijke records | Landelijke records                               |
| Gebeurtenis | Jaar              | Extreem           | Locatie           | Jaar | Extreem            | Locatie            |                                                  |
| --- | ----------------- | ----------------- | ----------------- | ---- | ------------------ | ------------------ | ------------------------------------------------ |
| Laagste etmaalgemiddelde temperatuur (°C) | 1962              | 8,5               | De Bilt           |      | 1977               | 6,2                | Twenthe                                          |
| Hoogste etmaalgemiddelde temperatuur (°C) | 1989              | 20,3              | De Bilt           |      | 2018               | 22,7               | Maastricht                                       |
| Laagste minimumtemperatuur (°C) | 1919              | 1,8               | De Bilt           |      | 1977               | −0,4               | Twenthe                                          |
| Hoogste minimumtemperatuur (°C) | 1945              | 16,5              | De Bilt           |      | 1945               | 18,2               | Vlissingen                                       |
| Laagste maximumtemperatuur (°C) | 2022              | 13,3              | De Bilt           |      | 1962               | 10,8               | Maastricht                                       |
| Hoogste maximumtemperatuur (°C) | 2003              | 28,6              | De Bilt           |      | 1926               | 30,3               | Maastricht                                       |
| Hoogste uurgemiddelde windsnelheid (m/s) | 1914              | 14,9              | De Bilt           |      | 1914               | 21,6               | De Kooy                                          |
| Hoogste windstoot (m/s) | 1965              | 16,5              | De Bilt           |      | 2007               | 29,0               | Cadzand                                          |
| Langste zonneschijnduur (uur) | 2009              | 11,6              | De Bilt           |      | 2005 2020          | 11,7               | Twenthe Berkhout, Hoorn Terschelling, Lauwersoog |
| Langste neerslagduur (uur) | 1983              | 11,8              | De Bilt           |      | 1957               | 14,1               | Eelde                                            |
| Hoogste etmaalsom van de neerslag (mm) | 1930              | 15,5              | De Bilt           |      | 2023               | 28,3               | Stavoren                                         |
| Laagste etmaalgemiddelde relatieve vochtigheid (%) | 1921              | 56                | De Bilt           |      | 2018               | 52                 | Maastricht                                       |
| Laagste uurwaarde luchtdruk op zeeniveau (hPa) | 2013              | 994,1             | De Bilt           |      | 1914               | 989,8              | Eelde                                            |
| Hoogste uurwaarde luchtdruk op zeeniveau (hPa) | 1986              | 1038,0            | De Bilt           |      | 1986               | 1038,4             | Hoek van Holland                                 |
| Officiële records worden altijd gemeten op het KNMI-weerstation in De Bilt. Landelijke records kunnen worden gemeten op elk officieel KNMI-weerstation in Nederland. |                   |                   |                   |      |                    |                    |                                                  |

Uitzonderlijke gebeurtenissen
- 1918 - Laatste officiële warme dag van het jaar (maximumtemperatuur ≥ 20 °C in De Bilt)
- 1928 - Laatste officiële warme dag van het jaar (maximumtemperatuur ≥ 20 °C in De Bilt)
- 1939 - Laatste officiële warme dag van het jaar (maximumtemperatuur ≥ 20 °C in De Bilt)
- 2004 - Laatste officiële warme dag van het jaar (maximumtemperatuur ≥ 20 °C in De Bilt)
- 2014 - Laatste officiële zomerse dag van het jaar (maximumtemperatuur ≥ 25 °C in De Bilt)
- 2018 - Laatste landelijke tropische dag van het jaar gemeten in Maastricht (maximumtemperatuur ≥ 30 °C op een officieel weerstation)

### België
Dagrecords
- 1977 - Laagste etmaalgemiddelde temperatuur 9,2 °C
- 1898 - Hoogste etmaalgemiddelde temperatuur 22,6 °C
- 1886 - Laagste minimumtemperatuur 3,6 °C
- 1898 - Hoogste maximumtemperatuur 27,7 °C
- 1897 - Hoogste etmaalsom van de neerslag 29,1 mm

Uitzonderlijke gebeurtenissen
- 1906 - Vroege vorst in Bastenaken met minimumtemperatuur van −0,9 °C.

<< · 1 · 2 · 3 · 4 · 5 · 6 · 7 · 8 · 9 · 10 · 11 · 12 · 13 · 14 · 15 · 16 · 17 · 18 · 19 · 20 · 21 · 22 · 23 · 24 · 25 · 26 · 27 · 28 · 29 · 30 · >>